# Martin Hiden
Martin Hiden (Stainz, 11 maart 1973) is een Oostenrijks betaald voetballer die bij voorkeur in de verdediging speelt.

## Clubcarrière
Na een carrière van achttien jaar die in 1992 bij SK Sturm Graz begon, verruilde hij in 2010 SK Austria Kärnten voor Red Bull Juniors, het tweede team van Red Bull Salzburg in de Regionalliga West.
Hiden werd Oostenrijks landskampioen in 1995 (met Austria Salzburg), 2003 (met Austria Wien) en 2005 (met Rapid Wien) en won de Beker van Oostenrijk in 1997 (met Sturm Graz) en 2003 (met Austria Wien).

## Interlandcarrière
Tussen 1998 en juni 2008 speelde hij vijftig interlands voor de Oostenrijkse nationale ploeg, waarvoor hij één keer scoorde. Hij maakte zijn debuut voor de nationale ploeg op woensdag 25 maart 1998 in het vriendschappelijke duel tegen Hongarije, dat met 3-2 werd verloren. Hij vormde in die wedstrijd een driemansverdediging met Peter Schöttel en Wolfgang Feiersinger. Zijn eerste en enige interlandtreffer maakte hij op 14 oktober 1998 in de EK-kwalificatiewedstrijd in en tegen San Marino (1-4).

## Erelijst
Austria Salzburg
- Oostenrijks landskampioen

1995
 Sturm Graz
- Beker van Oostenrijk

1997
 Austria Wien
- Oostenrijks landskampioen

2003
- Beker van Oostenrijk

2003
 Rapid Wien
- Oostenrijks landskampioen

2005